# De La Soul Is Dead
De La Soul is Dead, llamado también simplemente como Is Dead, es el segundo álbum del grupo de hip hop estadounidense De La Soul, lanzado el 14 de mayo de 1991 por Tommy Boy y Warner Bros Records.
Crítica y comercialmente aclamado, el álbum fue uno de los primeros en recibir una calificación perfecta en la revista especializada The Source, siendo también seleccionado como uno de los 100 mejores álbumes del género en 1998 por la misma publicación.